# Hampstead (Maryland)
Hampstead és una població dels Estats Units a l'estat de Maryland. Segons el cens del 2000 tenia 5.060 habitants.

## Demografia
Segons el cens del 2000, Hampstead tenia 5.060 habitants, 1.787 habitatges, i 1.327 famílies. La densitat de població era de 729 habitants/km².
Dels 1.787 habitatges en un 50,7% hi vivien nens de menys de 18 anys, en un 59,3% hi vivien parelles casades, en un 11,4% dones solteres, i en un 25,7% no eren unitats familiars. En el 21,6% dels habitatges hi vivien persones soles el 6,7% de les quals corresponia a persones de 65 anys o més que vivien soles. El nombre mitjà de persones vivint en cada habitatge era de 2,83 i el nombre mitjà de persones que vivien en cada família era de 3,32.
Per edats la població es repartia de la següent manera: un 34,7% tenia menys de 18 anys, un 5,8% entre 18 i 24, un 39,5% entre 25 i 44, un 14,2% de 45 a 60 i un 5,8% 65 anys o més.
L'edat mediana era de 31 anys. Per cada 100 dones de 18 o més anys hi havia 88 homes.
La renda mediana per habitatge era de 56.655 $ i la renda mediana per família de 62.460 $. Els homes tenien una renda mediana de 45.000 $ mentre que les dones 30.407 $. La renda per capita de la població era de 22.730 $. Entorn de l'1,3% de les famílies i el 2,4% de la població estaven per davall del llindar de pobresa.

## Poblacions més properes
El següent diagrama mostra les poblacions més properes.